# Calvaire de la Grand'Croix
Le calvaire de la Grand'Croix est un monument chrétien situé sur la commune de Saint-Viaud, dans le département français de la Loire-Atlantique.

## Présentation
Le calvaire de la Grand' Croix fait face à la mairie de Saint-Viaud. Il est composé d'un soubassement portant un autel surmonté d'une croix monumentale. Du fait de sa position en haut d'un relief dominant la commune, il peut être considéré comme une croix sommitale. 

### Historique

#### Croix primitive
On retrouve trace d'une croix de chemin primitive de nos jours disparue près de cet emplacement sur le cadastre napoléonien, entre le moulin du bourg (encore présent de nos jours) et le moulin de la Musse, disparu vers la moitié du XIXe siècle. Ce site est alors favorable à l'accueil des pèlerins venus honorer saint Vital, à l'entrée de l'ancien bourg regroupé autour de son église et dont la rue principale commençait sur cette place.

#### Calvaire initial
En février 1841, à la demande du conseil de fabrique, la mairie autorise l'érection d'un calvaire en haut du bourg, sur le terrain communal qui se trouve entre les chemins vicinaux reliant Saint-Viaud à Frossay et Saint-Viaud à Chauvé. Une croix de 2 200 francs de l'époque est offerte par Victoire du Tressay de la Sicaudais, connue pour sa piété, amenée par le père Joseph Dousset des Bretesches et plantée sur une éminence de rochers. Sa construction s'achève le 23 mai 1841.

#### Calvaire actuel
En 1877, lors des travaux d'aménagement de chemins, le calvaire est transféré plus haut, à l'endroit où il se trouve actuellement, avec les mêmes pierres, dans le même ordre, par les soins de Monsieur Narcisse Richard, maire. En 1911, François Sort, curé de la paroisse de 1909 à 1915, se rend  aux chantiers de déconstruction navale Saugeras dans la commune voisine de Paimbœuf pour y acheter des pièces du trois-mâts Celestial Empire, navire anglais de 100 mètres, notamment le mât de misaine et le mât d'artimon qui seront employés pour réaliser le pied et la traverse de la nouvelle croix. Du 5 au 7 juillet 1911, un groupe de quarante hommes monte le calvaire, à 10 mètres au-dessus de l'autel, parmi lesquels les charpentiers Auguste Boutin (père et fils), des forgerons Joseph Bréard et Jean Gineau de la Moinerie, des maçons Louis Ménard (l'artiste de la grotte) et de Henri Louis fils.
Le 1er juillet 1956, la municipalité décide la remise en état du calvaire par la réfection de son soubassement et la peinture de la croix. En 1989, la partie en bois de la croix est remplacée. Il est restauré en 2016 grâce à la Fondation du patrimoine, d'une souscription populaire de 25 donateurs et de la réserve parlementaire d'André Trillard, sénateur de la Loire-Atlantique.
Ses caractéristiques sont les suivantes : hauteur de la croix : 9,80 m au-dessus de l'autel, 2,80 m en-dessous ; envergure : 4 m, épaisseur de la base : 0,40 x 0,40 m ; poids du Christ en métal : 220 kg ; poids total : 320 kg.